# Aleksej Sergeevič Uvarov
Aleksej Sergeevič Uvarov, (in russo: Алексей Сергеевич Уваров) (San Pietroburgo, 28 febbraio 1825 – Mosca, 29 dicembre 1884), è stato un archeologo russo.

## Biografia
Era l'ultimogenito di Sergej Semënovič Uvarov (1786-1855), ministro della Pubblica Istruzione, e di sua moglie, Ekaterina Alekseevna Razumovskaja (1783-1849).
Nel 1845, dopo la laurea, completò la sua formazione a Berlino e a Heidelberg.

## Carriera
Nel 1848 condusse uno studio sulle antichità nel sud della Russia ed i risultati furono pubblicati in russo e francese nella sua opera "Studi di Antichità e la costa russa meridionale del Mar Nero", che lo rese famoso.
Nel 1851 partecipò agli scavi di Suzdal, dove aprì più di 750 tumuli. Nel 1853 e nel 1854 partecipò agli scavi nella provincia di Tavrika.
Nel 1857 istituì il Premio Uvarov dell'Accademia delle Scienze e, allo stesso tempo, venne eletto capo del dipartimento di archeologia russa e slava.
Nel 1864 a Mosca fondò la Società Imperiale d'archeologia.

## Matrimonio
Nel 1859 sposò la principessa Praskov'ja Sergeevna Ščerbatova (1840-1924), figlia di Sergej Aleksandrovič Ščerbatov. Ebbero sette figli:
- Aleksej Alekseevič (1859-1913);
- Praskov'ja Alekseevna (1860-1934);
- Sergej Alekseevič (1862-1888);
- Ekaterina Alekseevna (nato e morta nel 1863);
- Ekaterina Alekseevna (1864-1953);
- Fëdor Alekseevič (1866-1954), sposò Ekaterina Vasil'evna Gudoviča, sorella di Aleksandr Vasil'evič Gudovič;
- Igor' Alekseevič (1869-1934).

## Morte
Morì il 29 dicembre 1884 a Mosca e fu sepolto nel convento di Novodevičij a Mosca.